# Windows Aero
Aero (eller AERO) er en grafisk brugerflade til Microsofts styresystem Windows Vista.
Navnet er et akronym for Authentic, Energetic, Reflective, and Open, hvilket på dansk kan oversættes til "Autentisk, Energisk, Reflekterende og Åben".
Der er tale om et ressourcekrævende system, hvorfor en del computere vil have problemer med at køre det.[kilde mangler]
| Operativsystem | Spire Denne artikel relateret til styresystemer er en spire som bør udbygges. Du er velkommen til at hjælpe Wikipedia ved at udvide den. |